# Occidryas foxi
Occidryas foxi är en fjärilsart som beskrevs av Gunder 1924. Occidryas foxi ingår i släktet Occidryas och familjen praktfjärilar. Inga underarter finns listade i Catalogue of Life.